# The Tao of Programming
The Tao of Programming (Il Tao della programmazione) è un libro scritto nel 1987 da Geoffrey James. Scritto in stile Tongue-in-cheek e del classico testo Taoista come il Tao Te Ching e Zhuāngzǐ. The Tao of Programming è una raccolta di piccoli aneddoti divisi in nove "libri":
- The Silent Void
- The Ancient Masters
- Design
- Coding
- Maintenance
- Management
- Corporate Wisdom
- Hardware and Software
- Epilogue

I temi del libro riportano molti ideali hacker - i manager dovrebbero lasciare i programmatori al proprio lavoro; il codice dovrebbe essere corto, elegante; e altre ancora.